# Argo D-4

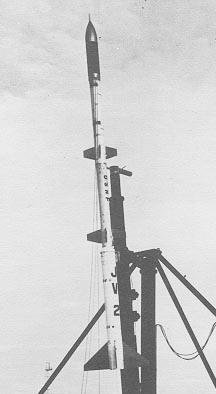
Argo-D4 (Javelin)

Die vierstufige Höhenforschungsrakete Argo D-4 wurde für die US Air Force als Ersatz für die Argo E-5 (Jason)  entwickelt und erhielt den Namen Javelin. Ebenso wie die Jason wurde sie zur Strahlungsmessung nach Atombombenexplosionen in großen Höhen eingesetzt. Die Einsatzhöhe wurde im Vergleich zur Jason um 300 km auf 1100 km erhöht.
Sie wurde zwischen 1959 und 1976 82-mal gestartet.

## Technische Daten
Die erste Stufe war von der Rakete Honest John übernommen. Die zweite und dritte Stufe waren jeweils Nike-Stufen. Die vierte und fünfte Stufe der Jason wurde von einer Altair X-248 aus dem Vanguard-Projekt ersetzt.
| Kenngröße             | Daten |
| --------------------- | --- |
| Erstflug              | 7. Juli 1959 |
| Hersteller            | Aerolab |
| Länge                 | 14,85 m |
| Durchmesser           | 1. Stufe: 58 cm 2./3. Stufe: 42 cm 4. Stufe: 48 cm |
| Startgewicht          | 3430 kg |
| Höchstgeschwindigkeit | Mach 18,5 |
| Apogäum               | 1.100 km |
| Antrieb               | 1. Stufe: ABL M6 Feststoffrakete; Schub: 365 kN für 5 s 2./3. Stufe: ABL M5 Feststoffrakete; Schub: 217 kN für 3,4 s 4. Stufe: ABL X-248 Altair Feststoffrakete; Schub: 14 kN für 40 s |
| Nutzlast              | 60 kg |